# التجارة باستعمال الأجهزة المحمولة

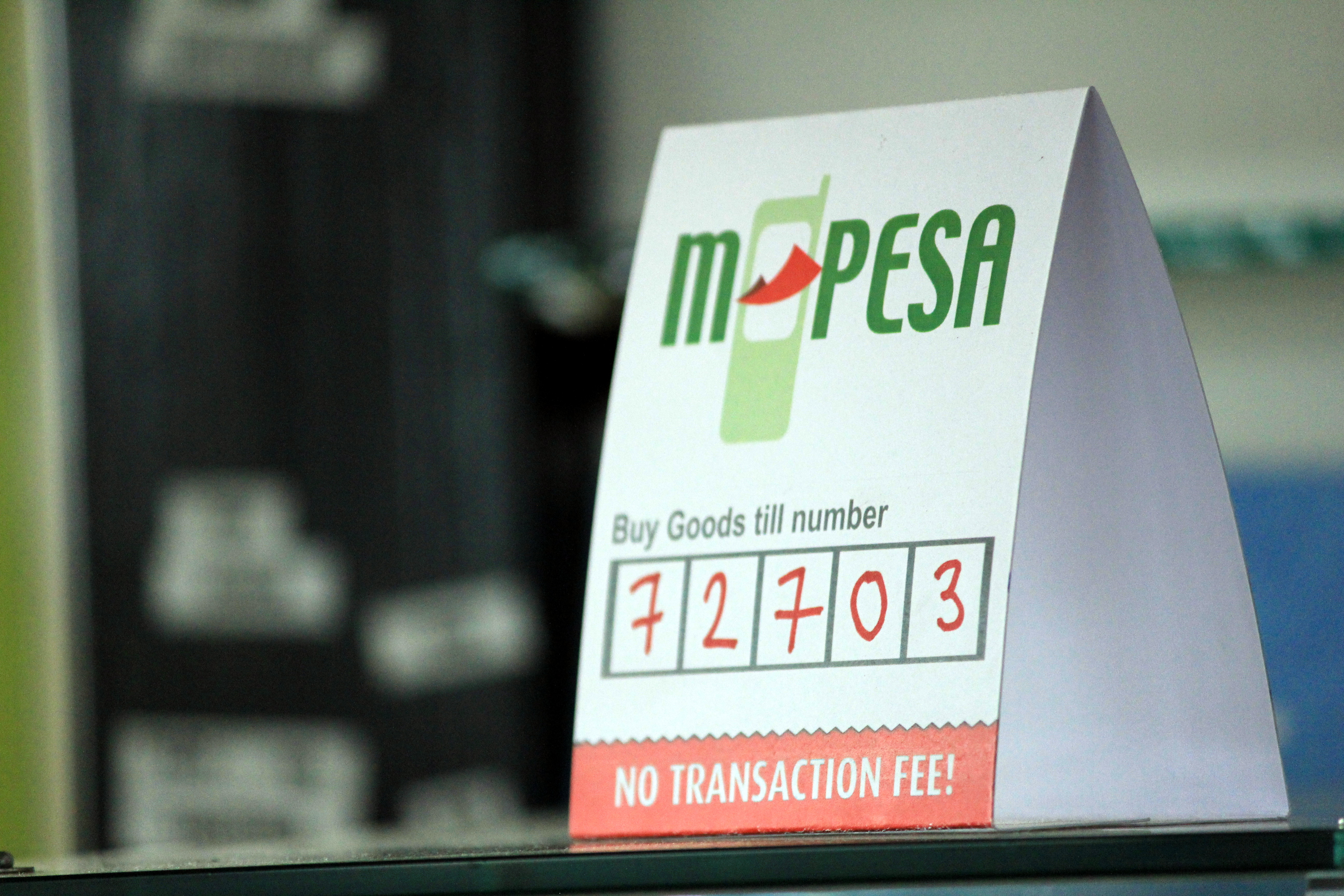

صاغ كيفن دوفي مصطلح التجارة باستعمال الأجهزة المحمولة (بالإنجليزية: Mobile commerce) في الأصل في عام 1997 عند إطلاق المنتدى العالمي للتجارة المحمولة، ليعني: «إيصال إمكانيات التجارة الإلكترونية مباشرة إلى يد المستهلك، في أي مكان، عبر تكنولوجيا الاتصال اللاسلكي». يختار كثيرون التفكير بالتجارة المحمولة على أنها تعني: «منفذ بيع بالتجزئة في جيب عميلك».
تبلغ قيمة التجارة المحمولة 800 مليار دولار أمريكي، وتمثل قارة آسيا نصف السوق تقريبًا.

## تاريخها
حظي المنتدى العالمي للتجارة المحمولة، الذي ضم لاحقًا أكثر من 100 منظمة، بإطلاقة مسجلة بصورة كاملة في لندن في العاشر من نوفمبر من عام 1997. اختير كيفن دوفي لمنصب الرئيس التنفيذي في الاجتماع الأول في نوفمبر من عام 1997. افتتح د. مايك شورت، وهو رئيس سابق لاتحاد جي إس إم، الاجتماع بالتوقعات الأولية للتجارة المحمولة التي توقعها كيفن دوفي (مدير فريق الاتصالات في شركة لوجيكا) وتوم أليكسندر (الرئيس التنفيذي لشركة أورانج آنذاك، وفيرجن موبايل لاحقًا). انضمت أكثر من 100 شركة إلى المنتدى في غضون عام، وشكلت شركات عديدة منها فرق تجارة محمولة خاصة بها، كماستر كارد وموتورولا. من مئة الشركة هاته، كانت لوجيكا وسيل نيت (التي صارت لاحقًا أو2) أول اثنتين. بدأت منظمات أعضاء مثل نوكيا، وآبل، وألكاتيل، وفودافون سلسلة من التجارب ومبادرات التعاون.
قُدمت خدمات التجارة المحمولة لأول مرة في عام 1997، وقتما رُكبت أول آلتي بيع كوكا كولا تدعم الهواتف المحمولة في منطقة هلسنكي في فنلندا. كانت الآلات تقبل الدفع عبر خدمة الرسائل النصية القصيرة. تطور هذا العمل إلى العديد من تطبيقات الهاتف المحمول الجديدة مثل أول خدمة بنكية عبر الهاتف المحمول والتي أُطلقت في عام 1997 من قبل بنك ميريتا الفنلندي، مستخدمة الرسائل النصية القصيرة أيضًا. كان إجراء تسجيل الوصول عبر الهاتف المحمول لدى شركة فين إير منعطفًا رئيسيًا أيضًا، وجرى تقديمه للمرة الأولى في عام 2001.
فاز خادم إم – كوميرس الذي طوره كيفن دوفي وأندرو توبين في لوجيكا في أواخر العام 1997 بجائزة فاينانشال تايمز لعام 1998 عن «أكثر منتجات الهاتف المحمول إبداعًا»، في تسوية نُفذت مع شركات دي لا رو، وموتورولا، ولوجيكا. أشادت فاينانشال تايمز على التسوية «لتحويلها التجارة المحمولة إلى واقع». أصبحت العلامة التجارية لإم – كوميرس رسميةً في السابع من أبريل من عام 2008.
في عام 1998 أصبحت أُوَل مبيعات المحتوى الرقمي كتنزيلات على الهواتف المحمولة ممكنة وقتما أُطلقت أُوَل نغمات الرنين التجارية القابلة للتنزيل في فنلندا عبر شبكة راديولينجا (أصبحت جزءًا من شركة إليزا الآن).
أُطلقت منصتين تجاريتين وطنيتين رئيستين للتجارة المحمولة في عام 1999: سمارت ماني في الفلبين، وخدمة إنترنت آي مود التابعة لشركة إن تي تي دوكومو في اليابان. عرضت آي مود خطة مشاركة أرباح تحتفظ بموجبها شركة إن تي تي دوكومو بـ 9% من الأجر الذي يدفعه المستخدمون لقاء المحتوى، وتُرجع 91% إلى مالك المحتوى.
انتشرت الخدمات المتعلقة بالتجارة المحمولة بسرعة في أوائل العقد الأول من القرن الحادي والعشرين. أطلقت النرويج خدمة الدفع لمواقف السيارات عبر المحمول. قدمت النمسا خدمة شراء تذاكر القطارات عبر الهاتف المحمول. وقدمت اليابان خدمة شراء تذاكر الطيران عبر الهاتف المحمول.
في أبريل من عام 2002، وبناء على عمل المنتدى العالمي للتجارة المحمولة (جي إم سي إف)، عيّن المعهد الأوروبي لمعايرة الاتصالات (إي تي إس آي) يواكيم هوفمان من شركة موتورولا لتطوير معايير رسمية للتجارة المحمولة. في تعيين السيد هوفمان، نقل إي تي إس آي عن محللين صناعيين توقعهم «أن التجارة المحمولة مستعدة لمثل هذا النمو الأسّي على مدى السنوات القليلة القادمة والذي قد يبلغ 200 مليار دولار أمريكي بحلول عام 2004».
اعتبارًا من عام 2008، عرضت كلية علوم الكومبيوتر في جامعة لندن وبيتر جيه. بينتلي إمكانية التطبيقات الطبية على الأجهزة المحمولة.
صارت أجهزة المساعد الرقمي الشخصي والهواتف الخلوية شائعةً لدرجة أن العديد من الشركات التجارية بدأت باستخدام التجارة المحمولة باعتبارها وسيلة أكثر فعالية للتواصل مع عملائها.
بغية استغلال سوق التجارة المحمولة المحتمل، عملت شركات تصنيع الهواتف المحمولة مثل نوكيا، وإريكسون، وموتورولا، وكوالكوم، مع شركات اتصالات مثل أيه تي أند تي وايرليس وسبرينت لتطوير هواتف ذكية تدعم بروتوكول التطبيقات اللاسلكية. توفر الهواتف الذكية إمكانيات الفاكس، والبريد الإلكتروني، والهاتف.
يقول بروخيت: «تتوقف ربحية بائعي الأجهزة وشركات الاتصالات على الأجهزة المحمولة الراقية والتطبيقات الفتاكة المرافقة لها». يجب أن يكون المتبنون الأوائل الدائمون، مثل سوق الشباب، الذين يُعتبرون أقل حساسية تجاه السعر وأكثر انفتاحًا على محتوى الهواتف المحمولة وتطبيقاتها المتميزة، هدفًا رئيسيًا لباعة الأجهزة.
منذ إطلاق الآيفون في عام 2007، انتقلت التجارة المحمولة من أنظمة الرسائل النصية القصيرة إلى تطبيقات فعلية. للرسائل النصية القصيرة نقاط ضعف أمنية جسيمة ومشاكل ازدحام، رغم أنها متوفرة ومتاحة على نطاق واسع. علاوة على ذلك، تجعل التحسينات في قدرات الهواتف المحمولة الحديثة وضع المزيد من عبء الموارد على الهاتف المحمول أمرًا حكيمًا.
في الآونة الأخيرة، بذل ملاك المؤسسات التجارية التقليدية، وباعة تجزئة المحلات الكبيرة على وجه الخصوص، جهودًا للاستفادة من التجارة المحمولة عبر استخدام عدد من إمكانيات الهواتف المحمولة مثل الخدمات القائمة على الموقع، ومسح الباركود، وإشعارات الدفع، لتحسين تجربة تسوق العملاء في المتاجر الفعلية. عبر خلق ما يُشار إليه باسم بيئة «طوب ونقرات»، يمكن أن يسمح باعة التجزئة الفعليين لعملائهم بالحصول على الفوائد الشائعة للتسوق عبر الإنترنت (مثل مراجعات المنتج، والمعلومات، والقسائم) بينما يتسوقون في المتجر الفعلي. اعتُبر هذا جسرًا بين الفجوة التي خلقها كل من التجارة الإلكترونية والتسوق داخل المتجر، واستخدمه باعة التجزئة الفعليون كوسيلة لمنافسة الأسعار المنخفضة التي تُرى نموذجيًا عند باعة التجزئة عبر الإنترنت. بحلول منتصف صيف عام 2013، كان باعة التجزئة «متعددو القنوات» (أولئك ذوي المبيعات الكبيرة عبر التجارة الإلكترونية وفي المتجر) يشهدون ما بين 25% و30% من حركة الزيارة إلى ممتلكاتهم المعروضة على الإنترنت من الأجهزة المحمولة. كانت بعض مواقع البيع بالتجزئة الأخرى المخصصة للتنافس المحض عبر الإنترنت (خاصة تلك الموجودة في فئة السفر) وكذلك مواقع مبيعات المخفضة ومواقع الصفقات تشهد ما بين 40% و50% من حركة الزيارة (وأحيانًا أكثر بكثير) من الأجهزة المحمولة.